# Museo de las Ondas Émile Berliner

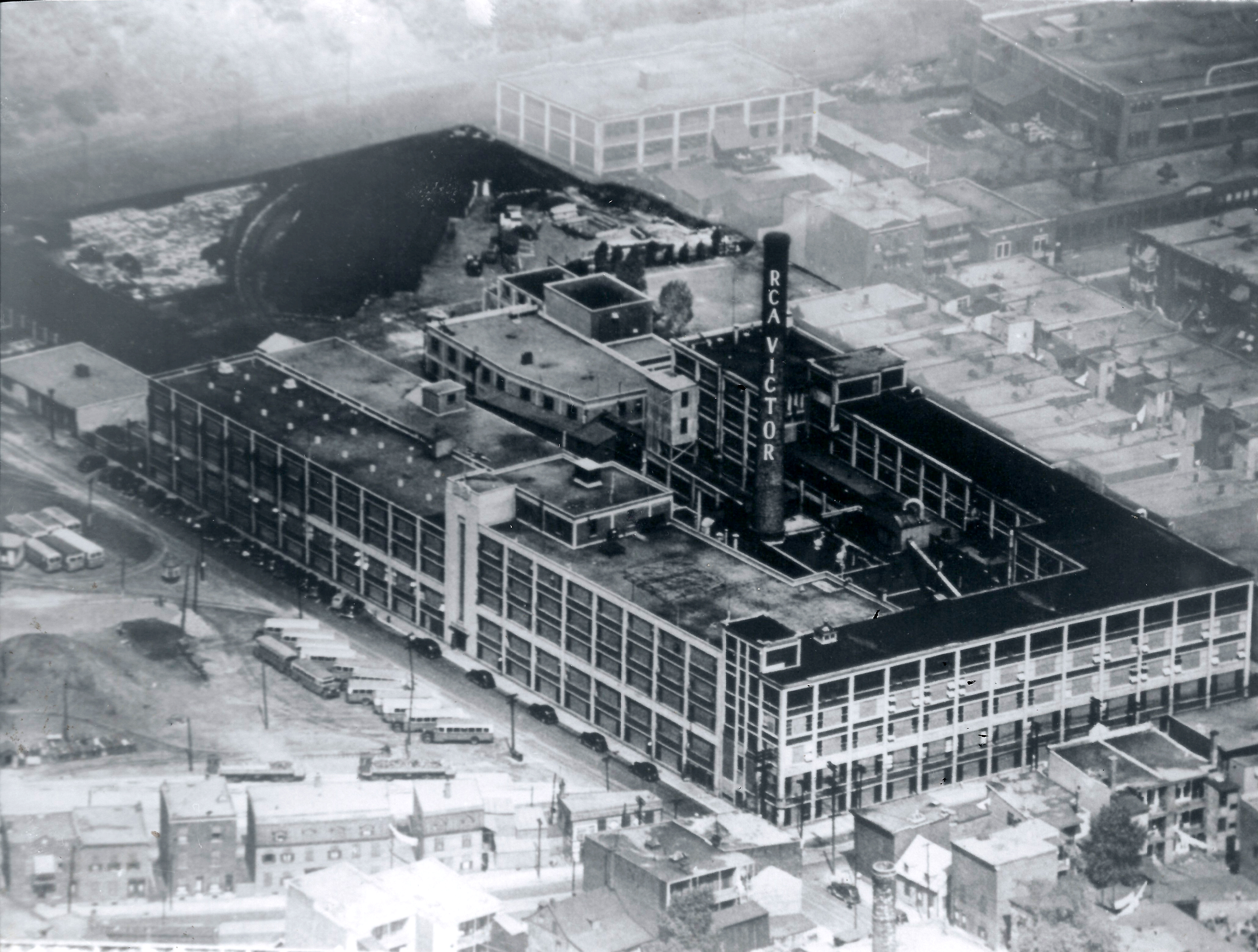
La fábrica de gramófonos Berliner luego de pasar a formar parte de RCA Victor, después de 1929

El Museo de las Ondas Émile Berliner (en francés Musée des ondes Emile Berliner) es un museo de historia técnica que presenta exhibiciones relacionadas con el desarrollo de la grabación, la transmisión de la música y las industrias posteriores, ubicado en la histórica fábrica de la «Berliner Gram-o-phone Company»  en Montreal, Quebec, Canadá. Para celebrar el centenario de la radiodifusión en Canadá, el museo recibió el Premio de Historia del Gobernador General en el 2020. 

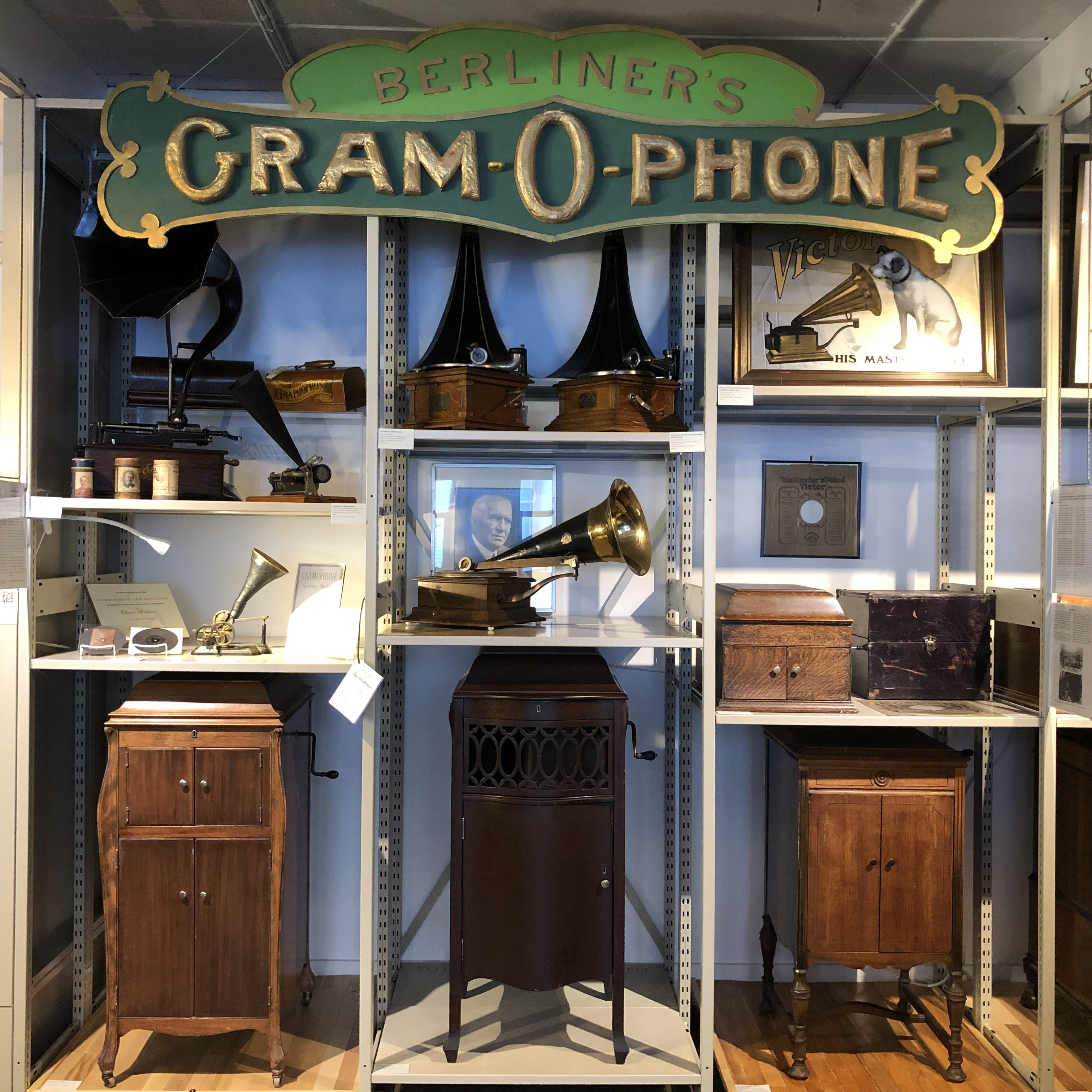
Fonógrafos y Gramófonos de la exposición permanente

## Edificio y museo
Desde su construcción en 1907 hasta 1924, la fábrica fue la sede mundial de la Berliner Gramophone Company . Emile Berliner fue el inventor del disco plano con corte lateral. 
Emile Berliner trasladó su empresa de Filadelfia, Estados Unidos, a Montreal, Canadá, en 1900, tras una batalla legal en torno al uso del nombre comercial de Berliner, "Gramophone", retiró su derecho a este nombre comercial en Estados Unidos. Construyó su primera fábrica propia para la Berliner Gram-O-Phone Co. Montreal en 1907 en una propiedad en Saint-Henri, Montreal.
Después de 1929, la fábrica pasó a formar parte de RCA Victor Canadá. A finales de los años 50 el primer satélite canadiense, Alouette 1, se terminó de fabricar aquí.
El MOEB fue fundado en 1992 en el interior de la antigua fábrica de discos de Saint-Henri. Desde 1996, el museo crea exposiciones temporales. En el año 2019, el museo añadió una exposición permanente. La colección del museo consta de aproximadamente 30.000 objetos. Además de una gran colección de discos de goma laca producidos localmente, el museo alberga objetos relacionados con la tecnología de grabación, de radiodifusión así como objetos relacionados con el desarrollo de satélites. Éstos datan desde la época pionera de la industria musical hasta la digitalización.
Desde el año  2006 se lleva a cabo un taller semanal para ingenieros de sonido jubilados, coleccionistas de discos, historiadores, ingenieros, etc., conocido como el Club de las viejas lámparas .
Alrededor del año 1990, después de que RCA Victor se mudara a una nueva ubicación en Sainte-Anne-de-Bellevue, el edificio se convirtió en un complejo de oficinas de uso mixto.  El museo contaba con varias exhibiciones distribuidas por todo el edificio.

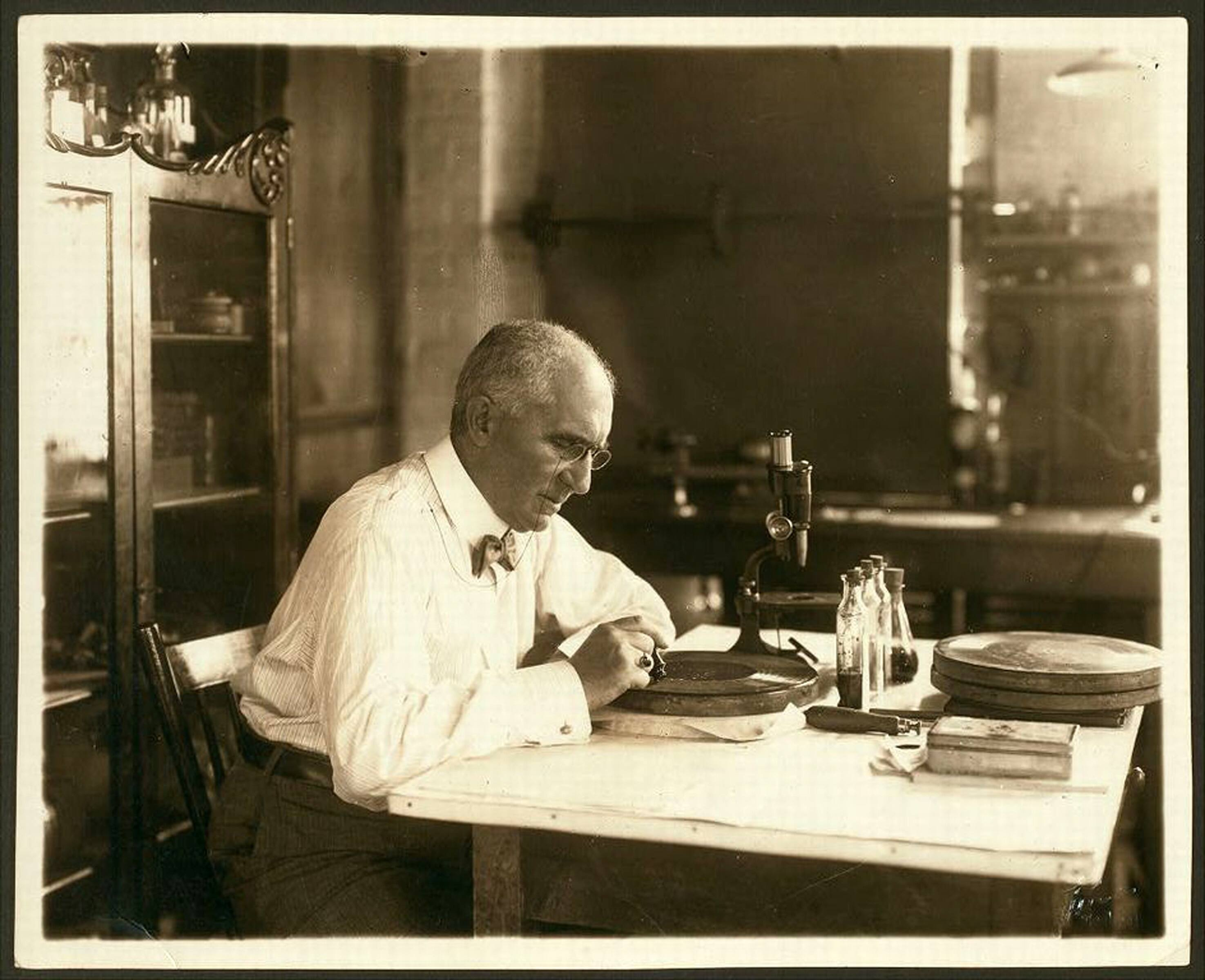
El inventor Emile Berliner hacia 1910

## El museo hoy
El Musée des Ondes Emile Berliner consta de una exposición permanente que muestra fonógrafos, gramófonos, radios y discos de diferentes épocas que trazan la historia de la grabación y radiodifusión sonora, además de exposiciones temporales que se presentan anualmente. También disponen de un almacén donde se guardan los objetos de la colección. Los archivos del museo y la biblioteca de referencia son parcialmente accesibles desde el sitio web del museo.
Los proyectos del MOEB se financian gracias a las subvenciones del gobierno federal, la ciudad de Montreal y la provincia de Quebec.
En el 2019, el 18% de los costes operativos fueron pagados por la ciudad de Montreal y el distrito Sud-Ouest, y el 82% restante provino de los ingresos autogenerados del museo (visitas, tienda de recuerdos, donaciones).
En 2020, el MOEB tenía un presupuesto operativo de 110.000 dólares.

## Exposiciones
- Del gramófono al satélite (1996)
- Feliz cumpleaños Nipper… una exposición con un mordisco de 100 años (2000)
- La cadena de audio (2002)
- 50 años de televisión en Montreal (2003)
- Marconi (2004)
- Montreal, la cuna de la industria discográfica (2008)
- Adiós Broadway, hola Montreal (2010)
- La radio de Montreal en tiempos de guerra (2015)
- Montreal en el espacio (2016)
- Diseño Montreal RCA (2017)
- 100 años de radiodifusión en Montreal (2019)
- Herbert S. Berliner: Construyendo la industria discográfica canadiense (2022)

## Publicaciones
Innovación temprana en radio en Canadá, Canadian Marconi Company (1895-1938), por Denis Couillard. Bilingüe, francés e inglés, 2020, ISBN 978-1-7770988-0-3 ,